# Raphitoma
Raphitoma é um gênero de gastrópodes pertencente a família Raphitomidae.

## Espécies
- †Raphitoma alfurica P. J. Fischer, 1927
- †Raphitoma alida Pusateri & Giannuzzi-Savelli, 2016
- Raphitoma alleryana (Sulliotti, 1889)
- Raphitoma alternans (Monterosato, 1884)[3]
- Raphitoma andrehoaraui Pelorce & Horst, 2020
- Raphitoma antipolitana Pelorce & Horst, 2020
- †Raphitoma antonjanseni Marquet, 1998
- †Raphitoma arenosa Lozouet, 2017
- Raphitoma arnoldi Pallary, 1904[4]
- †Raphitoma asperata Lozouet, 2017
- Raphitoma atropurpurea (Locard & Caziot, 1900)[5]
- †Raphitoma augustae (Boettger, 1902)
- Raphitoma azuari Pelorce & Horst, 2020
- Raphitoma bartolinorum Pusateri & Giannuzzi-Savelli, 2018
- †Raphitoma baudoni (G.P. Deshayes, 1865 )
- †Raphitoma belliana Finlay, 1927
- Raphitoma bernardoi Rolán, Otero-Schmitt & Fernandes, 1998[6]
- Raphitoma bicolor (Risso, 1826)[7]
- †Raphitoma birmanica Vredenburg, 1921
- †Raphitoma boutillieri Cossmann, 1889
- Raphitoma bourguignati (Locard, 1891)
- Raphitoma bracteata (Pallary, 1904)[8]
- †Raphitoma breitenbergeri Landau, Van Dingenen & Ceulemans, 2020
- Raphitoma brunneofasciata Pusateri, Giannuzzi-Savelli & Oliverio, 2013
- Raphitoma christfriedi Rolan et al., 1998[9]
- †Raphitoma columnae (Scacchi, 1835)[10]
- †Raphitoma consimilis F.W. Harmer, 1918
- Raphitoma contigua (Monterosato, 1884)
- Raphitoma corbis (Potiez & Michaud, 1838)[11]
- Raphitoma cordieri (Payraudeau, 1826)[12]
- †Raphitoma costellata (J.B.P.A. Lamarck, 1804)
- Raphitoma curta Fenaux, 1942[13] (nomen dubium)
- †Raphitoma daphnelloides Gougerot & Le Renard, 1981
- †Raphitoma dellabellaorum Landau, Van Dingenen & Ceulemans, 2020
- Raphitoma dempsta (A.A. Gould, 1860)
- Raphitoma densa (Monterosato, 1884)[14]
- †Raphitoma deshayesi Cossmann, 1902
- †Raphitoma desmoulinsi Bellardi, 1847
- †Raphitoma dictyella Cossmann, 1889
- Raphitoma digiulioi Pusateri & Giannuzzi Savelli, 2017
- †Raphitoma diozodes Cossmann, 1898
- †Raphitoma eberti Koenen, 1894
- Raphitoma ebreorum Pusateri & Giannuzzi-Savelli, 2018
- Raphitoma echinata (Brocchi, 1814)[15]
- †Raphitoma echinus (Boettger, 1902)
- Raphitoma enginaeformis Nevill & Nevill, 1875
- †Raphitoma erinaceus (Bellardi, 1877)
- †Raphitoma exasperata Lozouet, 2017
- Raphitoma farolita F. Nordsieck, 1977
- †Raphitoma ferrierii (Brunetti, Della-Bella & Giano, 2006)
- †Raphitoma ferroviae Cossmann, 1923
- †Raphitoma fischeri Cossmann, 1902
- Raphitoma formosa (Jeffreys, 1867)
- †Raphitoma gabusogana Nomura & Zinbo, 1936
- †Raphitoma ganensis Cossmann, 1923
- †Raphitoma garlandi Harmer, 1918
- †Raphitoma grimmertingenensis Marquet, Lenaerts & Laporte, 2016
- Raphitoma griseomaculata Pusateri & Giannuzzi-Savelli, 2018
- †Raphitoma harpula (G.B. Brocchi, 1814 )
- †Raphitoma herminae (Boettger, 1902)
- †Raphitoma hildae (Boettger, 1902)
- Raphitoma hispidella Giannuzzi-Savelli & Pusateri, 2019
- †Raphitoma histrix Bellardi, 1847[16]
- †Raphitoma hoernesi (Mayer, 1869)
- Raphitoma horrida (Monterosato, 1884)[17]
- †Raphitoma hypotetica Bellardi, 1847
- Raphitoma kharybdis Pusateri & Giannuzzi-Savelli, 2018
- Raphitoma laviae (Philippi, 1844)[18]
- †Raphitoma lennieri Cossmann & Pissaro, 1900
- †Raphitoma leptocolpa Cossmann, 1889
- †Raphitoma lilliputiana Lozouet, 2017
- Raphitoma lineolata (Bucquoy, Dollfus & Dautzenberg, 1883)[19]
- Raphitoma locardi Pusateri, Giannuzzi-Savelli & Oliverio, 2013
- Raphitoma maculosa Høisæter, 2016 (taxon inquirendum)
- †Raphitoma margaritata Janssen, 1978
- †Raphitoma mediodenticulata Lozouet, 2017
- Raphitoma melitis Kontadakis & Mbazios, 2019
- †Raphitoma merignacensis (Peyrot, 1931)
- †Raphitoma michaudi (Bellardi, 1877)
- Raphitoma mirabilis (Pallary, 1904)[20]
- Raphitoma natalensis Barnard, 1958
- †Raphitoma neerrepenensis Marquet, Lenaerts & Laporte, 2016
- †Raphitoma neoscapulata Lozouet, 2017
- Raphitoma nivea (Monterosato, 1875)[21]
- Raphitoma oblonga (Jeffreys, 1867)
- †Raphitoma palumbina Ceulemans, Van Dingenen & Landau, 2018
- Raphitoma papillosa (Pallary, 1904)[22]
- †Raphitoma parahystrix (Boettger, 1902)
- Raphitoma perinsignis (E. A. Smith, 1884)
- †Raphitoma perplexa (Deshayes, 1865)
- †Raphitoma perpulchra (Wood, 1848)
- Raphitoma petanii Prkić, Giannuzzi-Savelli & Pusateri, 2020
- Raphitoma philberti (Michaud, 1829)[23]
- †Raphitoma pleurotomelloides Lozouet, 2017
- Raphitoma pruinosa (Pallary, 1906)[24]
- †Raphitoma pseudocordieri Peyrot, 1931
- Raphitoma pseudohystrix (Sykes, 1906)[25]
- †Raphitoma pulchra (Peyrot, 1931)
- Raphitoma pumila (Monterosato, 1890)
- Raphitoma pupoides (Monterosato, 1884)[26]
- Raphitoma purpurea (Montagu, 1803)[27]
- Raphitoma pusaterii Prkić & Giannuzzi-Savelli, 2020
- †Raphitoma pycnum Lozouet, 1999
- Raphitoma radula (Monterosato, 1884)
- †Raphitoma raynevali (Bellardi, 1877)
- †Raphitoma ringens Bellardi, 1847
- †Raphitoma sapicurtensis Cossmann, 1902
- †Raphitoma scacchii Bellardi, 1847
- †Raphitoma scapulata Lozouet, 2017
- †Raphitoma semicostata Bellardi, 1847
- Raphitoma skylla Pusateri & Giannuzzi-Savelli, 2018
- Raphitoma smriglioi Pusateri & Giannuzzi-Savelli, 2013 [28]
- †Raphitoma soniusae Landau, Van Dingenen & Ceulemans, 2020
- Raphitoma sophiae Kontadakis & Polyzoulis, 2019
- Raphitoma spadiana Pusateri & Giannuzzi-Savelli, 2012
- †Raphitoma sparsa Boettger, 1902
- Raphitoma stanici Prkić, Giannuzzi-Savelli & Pusateri, 2020
- †Raphitoma striolaris (Deshayes, 1837)
- Raphitoma strucki (Maltzan, 1883)
- †Raphitoma subaequalis (Boettger, 1902)
- †Raphitoma suberinacea Lozouet, 2017
- †Raphitoma subfragilis Lozouet, 2017
- †Raphitoma subpurpurea (Boettger, 1902)
- †Raphitoma subvellicata Boettger, 1902
- †Raphitoma symmetrica (Reeve, 1846)
- Raphitoma syrtensis F. Nordsieck, 1977
- Raphitoma tomentosa Nordsieck, 1968[29] (taxon inquirendum)
- †Raphitoma unica (Boettger, 1902)
- †Raphitoma venusta (Lea, 1833)
- †Raphitoma vercingetorixi Ceulemans, Van Dingenen & Landau, 2018
- †Raphitoma vitiosa Lozouet, 1999
- †Raphitoma vogeli Landau, Van Dingenen & Ceulemans, 2020
- Raphitoma volutella (Kiener, 1840)[30]
- Raphitoma zelotypa Rolan et al., 1998[31]

Espécies trazidas para a sinonímia
- Raphitoma aequalis (Jeffreys, 1867): sinônimo de Cyrillia aequalis (Jeffreys, 1867)
- Raphitoma affine Locard, 1891: sinônimo de Bela nebula (Montagu, 1803)
- Raphitoma amoena Sars G.O., 1878: sinônimo de Nepotilla amoena (G.O. Sars, 1878)
- †Raphitoma angusta Bellardi, 1847: sinônimo de †Agathotoma angusta (Bellardi, 1847) (combinação original)
- †Raphitoma antonjanssei Marquet & Landau, 2006: sinônimo de †Raphitoma antonjanseni Marquet, 1998 (emenda injustificada)
- Raphitoma asperrima (T. Brown, 1827): sinônimo de Trophonopsis muricata (Montagu, 1803)
- Raphitoma barbierii Brusina, 1866: sinônimo de Drilliola loprestiana (Calcara, 1841)
- Raphitoma bedoyai Rolán, Otero-Schmitt & F. Fernandes, 1998: sinônimo de Daphnella bedoyai (Rolán, Otero-Schmitt & F. Fernandes, 1998) (combinação original)
- †Raphitoma bertrandiana (Millet, 1865): sinônimo de †Daphnella bertrandiana (Millet, 1865)
- Raphitoma bofilliana (Sulliotti, 1889): sinônimo de Raphitoma alleryana (Sulliotti, 1889)
- Raphitoma boothii Smith, 1839: sinônimo de Raphitoma concinna (Scacchi, 1836)
- Raphitoma brachystoma (Philippi, 1844): sinônimo de Sorgenfreispira brachystoma (Philippi, 1844)
- Raphitoma brevis Réquien, 1848: sinônimo de Raphitoma pupoides (Monterosato, 1884)
- Raphitoma brevis F. Nordsieck, 1977: sinônimo de Raphitoma brunneofasciata Pusateri, Giannuzzi-Savelli & Oliverio, 2013 (nome preocupado)
- Raphitoma buchanensis Macgillivray, 1843: sinônimo de Cyrillia linearis (Montagu, 1803)
- Raphitoma cappellinii Deshayes, 1865: sinônimo de Raphitoma costellata capellinii Deshayes, 1865
- Raphitoma caudicula Nardo, 1848: sinônimo de Raphitoma leufroyi (Michaud, 1828)
- Raphitoma concinna (Scacchi, 1836): sinônimo de Leufroyia concinna (Scacchi, 1836)
- Raphitoma confusa Locard, 1897: sinônimo de Sorgenfreispira brachystoma (Philippi, 1844)
- Raphitoma confusum Locard, 1897: sinônimo de Sorgenfreispira brachystoma (Philippi, 1844) (sinônimo duvidoso; terminação de gênero incorreta)
- Raphitoma corbiformis Locard & Caziot, 1900: sinônimo de Raphitoma corbis (Potiez & Michaud, 1838)
- Raphitoma cordieri Bucquoy, Dautzenberg & Dollfus, 1883: sinônimo de Raphitoma horrida (Monterosato, 1884)
- Raphitoma corimbensis Rolán, Otero-Schmitt & F. Fernandes, 1998: sinônimo de Daphnella corimbensis (Rolán, Otero-Schmitt & F. Fernandes, 1998) (combinação original)
- Raphitoma cranchiana Gray, 1852: sinônimo de Cyrillia linearis (Montagu, 1803)
- Raphitoma cylindracea [sic]: sinônimo de Raphitoma locardi Pusateri, Giannuzzi-Savelli & Oliverio, 2013 (misspelling of Clathurella cylindrica Locard & Caziot, 1900)
- Raphitoma cyrilli Brusina, 1866: sinônimo de Cyrillia linearis (Montagu, 1803)
- Raphitoma decorata Locard, 1892: sinônimo de Raphitoma cordieri (Payraudeau, 1826)
- Raphitoma decussatum Locard, 1891: sinônimo de Bela decussata (Locard, 1891) (combinação original)
- †Raphitoma defrancei Tucker & Renard, 1993: sinônimo de †Amblyacrum dameriacense (Deshayes, 1865)
- †Raphitoma detexta Bellardi, 1877: sinônimo de †Bela detexta (Bellardi, 1877) (combinação original)
- Raphitoma divae Carrozza, 1984: sinônimo de Raphitoma pseudohystrix (Sykes, 1906)
- Raphitoma dollfusi Locard, 1886: sinônimo de Raphitoma cordieri (Payraudeau, 1826)
- Raphitoma echinata Calcara, 1839: sinônimo de Raphitoma horrida (Monterosato, 1884)
- Raphitoma elegans Blainville, 1829: sinônimo de Raphitoma purpurea (Montagu, 1803)
- Raphitoma elegans (Donovan, 1804): sinônimo de Cyrillia linearis (Montagu, 1803)
- Raphitoma elegans Locard & Caziot, 1900: sinônimo de Cyrillia linearis (Montagu, 1803)
- Raphitoma elegans Monterosato, 1875: sinônimo de Cyrillia linearis (Montagu, 1803)
- Raphitoma ephesina Pusateri, Giannuzzi Savelli & Stahlschmidt, 2017: sinônimo de Cyrillia ephesina (Pusateri, Giannuzzi-Savelli & Stahlschmidt, 2017) (combinação original)
- Raphitoma erronea (Monterosato, 1884): sinônimo de Leufroyia erronea Monterosato, 1884
- Raphitoma euzonata Hervier, 1897: sinônimo de Kermia episema (Melvill & Standen, 1896)
- Raphitoma exstriolata Cerulli-Irelli, 1910: sinônimo de Mangelia costulata Risso, 1826
- Raphitoma fallax Forbes, 1844: sinônimo de Raphitoma purpurea (Montagu, 1803)
- Raphitoma flavida F. Nordsieck, 1977: sinônimo de Raphitoma densa (Monterosato, 1884)
- Raphitoma fulgurans (Krauss, 1848): sinônimo de Anachis kraussii (Sowerby I, 1844)
- †Raphitoma georgesi Ceulemans, Van Dingenen & Landau, 2018: sinônimo de †Cyrillia georgesi (Ceulemans, Van Dingenen & Landau, 2018) (combinação original)
- †Raphitoma gougeroti J. K. Tucker & Le Renard, 1993: sinônimo de †Amblyacrum gougeroti (J. K. Tucker & Le Renard, 1993) (combinação original)
- †Raphitoma hispida Bellardi, 1877: sinônimo de †Bela hispida (Bellardi, 1877) (combinação original)
- †Raphitoma hispidula Bellardi, 1847: sinônimo de †Bela hispidula (Bellardi, 1847) (combinação original)
- †Raphitoma hypothetica Bellardi, 1848: sinônimo de †Atoma hypothetica (Bellardi, 1848) (combinação original)
- Raphitoma ida Thiele, 1925: sinônimo de Tritonoturris capensis (Smith, 1882)
- Raphitoma inflata De Cristofori, 1832: sinônimo de Leufroyia leufroyi (Michaud, 1828)
- Raphitoma intermedia Nordsieck, 1968:[32] sinônimo de Raphitoma laviae (Philippi, 1844)
- Raphitoma kabuli Rolán, Otero-Schmitt & F. Fernandes, 1998: sinônimo de Cyrillia kabuli (Rolán, Otero-Schmitt & F. Fernandes, 1998) (combinação original)
- †Raphitoma landreauensis Ceulemans, Van Dingenen & Landau, 2018: sinônimo de †Leufroyia landreauensis (Ceulemans, Van Dingenen & Landau, 2018)  (combinação original)
- Raphitoma leufroyi (Michaud, 1828): sinônimo de Leufroyia leufroyi (Michaud, 1828)
- Raphitoma lineare Réquien, 1848: sinônimo de Raphitoma cordieri (Payraudeau, 1826)
- Raphitoma linearis (Montagu, 1803): sinônimo de Cyrillia linearis (Montagu, 1803)
- Raphitoma linearis Monterosato, 1875: sinônimo de Cyrillia linearis (Montagu, 1803)
- †Raphitoma lirifera Bellardi, 1877: sinônimo de †Bela lirifera (Bellardi, 1877) (combinação original)
- Raphitoma mirabilis Locard, 1891: sinônimo de Leufroyia leufroyi (Michaud, 1828)
- Raphitoma monterosatoi F. Nordsieck, 1977: sinônimo de Raphitoma horrida (Monterosato, 1884)
- Raphitoma muricoidea Blainville, 1829: sinônimo de Cyrillia linearis (Montagu, 1803)
- Raphitoma neapolitana F. Nordsieck, 1977: sinônimo de Raphitoma pupoides (Monterosato, 1884)
- Raphitoma nebula (Montagu, 1803): sinônimo de Bela nebula (Montagu, 1803)
- Raphitoma nuperrima (Tiberi, 1855): sinônimo de Bela nuperrima (Tiberi, 1855)
- Raphitoma obesa Høisæter, 2016: sinônimo de Cyrillia obesa (Høisæter, 2016) (combinação original)
- Raphitoma oceanicum Locard, 1891: sinônimo de Bela oceanica (Locard, 1891) (combinação original)
- Raphitoma ornata Locard, 1891: sinônimo de Bela ornata (Locard, 1891): sinônimo de Mangelia costulata Risso, 1826 (combinação original)
- Raphitoma ornatus Strebel, 1904: sinônimo de Tritonoturris capensis (Smith, 1882)
- Raphitoma pallaryi Nordsieck, 1977:[33] sinônimo de Raphitoma mirabilis (Pallary, 1904)
- Raphitoma payraudeauti Weinkauff, 1868: sinônimo de Mangelia attenuata (Montagu, 1803)
- Raphitoma peregrinator Locard, 1897: sinônimo de Mangelia nuperrima (Tiberi, 1855): sinônimo de Bela nuperrima (Tiberi, 1855)
- †Raphitoma plicata (Lamarck, 1803): sinônimo de †Elaeocyma plicata (Lamarck, 1804)
- †Raphitoma plicatella Bellardi, 1847: sinônimo de †Bela plicatella (Bellardi, 1847) (combinação original)
- Raphitoma powisiana Dautzenberg, 1887: sinônimo de Bela powisiana (Dautzenberg, 1887) (combinação original)
- †Raphitoma pseudoconcinna Ceulemans, Van Dingenen & Landau, 2018: sinônimo de †Daphnella pseudoconcinna (Ceulemans, Van Dingenen & Landau, 2018)  (combinação original)
- Raphitoma pulchella Adams & Angas, 1863: sinônimo de Daphnella harrisoni (Tenison-Woods, 1878)
- Raphitoma pumila (Monterosato, 1890): sinônimo de Raphitoma echinata pumila Monterosato, 1890
- Raphitoma punctatus Brown, 1827: sinônimo de Raphitoma purpurea (Montagu, 1803)
- Raphitoma pungens Monterosato, 1884: sinônimo de Raphitoma horrida (Monterosato, 1884)
- Raphitoma radula Monterosato, 1884: sinônimo de Raphitoma cordieri (Payraudeau, 1826)
- Raphitoma reconditum Locard, 1891: sinônimo de Bela nuperrima (Tiberi, 1855)
- Raphitoma reticulata Brocchi, 1814: sinônimo de Raphitoma echinata (Brocchi, 1814)
- Raphitoma reticulata Renier, 1804: sinônimo de Raphitoma echinata (Brocchi, 1814)
- Raphitoma rissoi Locard, 1886: sinônimo de Mangelia costulata Risso, 1826
- Raphitoma rosea Brusina, 1866: sinônimo de Cyrillia linearis (Montagu, 1803)
- Raphitoma sandrii Brusina, 1865: sinônimo de Mangiliella sandrii (Brusina, 1865): sinônimo de Mangelia sandrii (Brusina, 1865) (combinação original)
- †Raphitoma scacchii Hörn., 1848: sinônimo de Raphitoma philberti (Michaud, 1829)
- Raphitoma scacchii De Casa & Hallgass, 1979: sinônimo de Leufroyia concinna (Scacchi, 1836)
- Raphitoma septentrionalis Locard, 1892: sinônimo de Raphitoma echinata (Brocchi, 1814)
- Raphitoma septenvillei Dautzenberg & Durouchoux, 1913: sinônimo de Bela septenvillei (Dautzenberg & Durouchoux, 1913): sinônimo de Bela nebula (Montagu, 1803) (combinação original)
- Raphitoma servaini (Locard, 1891): sinônimo de Raphitoma oblonga (Jeffreys, 1867)
- Raphitoma strictum Locard, 1891: sinônimo de Mangelia smithii (Forbes, 1840): sinônimo de Mangelia costulata Risso, 1826
- Raphitoma substriolata Harmer, 1918: sinônimo de Mangelia costulata Risso, 1826 (sinônimo duvidoso)
- Raphitoma syracusanum Blainville, 1829: sinônimo de Raphitoma cordieri (Payraudeau, 1826)
- †Raphitoma textilis (Brocchi, 1814): sinônimo de †Rimosodaphnella textilis (Brocchi, 1814)
- Raphitoma tricolor Risso, 1826: sinônimo de Cyrillia linearis (Montagu, 1803
- †Raphitoma turtaudierei Ceulemans, Van Dingenen & Landau, 2018: sinônimo de †Leufroyia turtaudierei (Ceulemans, Van Dingenen & Landau, 2018) (combinação original)
- Raphitoma variegatum Philippi, 1836: sinônimo de Raphitoma philberti (Michaud, 1829)
- Raphitoma versicolor Scacchi, 1836: sinônimo de Raphitoma philberti (Michaud, 1829)
- Raphitoma villaria Pusateri & Giannuzzi-Savelli, 2008: sinônimo de Leufroyia villaria (Pusateri & Giannuzzi-Savelli, 2008) (combinação original)
- Raphitoma zamponorum Horro, Rolán & Gori, 2019: sinônimo de Cyrillia zamponorum (Horro, Gori & Rolán, 2019) (combinação original)
- Raphitoma zonalis Delle Chiaje, 1830: sinônimo de Leufroyia leufroyi (Michaud, 1828)
- Raphitoma zonatum Locard, 1891: sinônimo de Bela zonata (Locard, 1891) (combinação original)